# Toxorhina (Ceratocheilus) taiwanicola
Toxorhina (Ceratocheilus) taiwanicola is een tweevleugelige uit de familie steltmuggen (Limoniidae). De soort komt voor in het Oriëntaals gebied.